# Sabah
Pour les articles homonymes, voir Sabah (homonymie).
Pour les articles ayant des titres homophones, voir Saba (homonymie) et Sabbat.
Le Sabah est l'un des deux États de Malaisie orientale. Il est le deuxième État malaisien par sa superficie (76 115 km2), après son voisin l'État du Sarawak. Il est situé au nord-est de l'île de Bornéo. La ville principale et capitale de l'État est Kota Kinabalu. En 2015, sa population en forte progression s'élève à 3,54 millions qui peuplent principalement les régions côtières car l'intérieur du territoire est en grande partie couvert par une épaisse jungle. Celle-ci un temps menacée par une exploitation forestière abusive et la multiplication des plantations destinées à produire l'huile de palme, abrite une faune remarquable. Malgré l'abondance de ses ressources naturelles (bois tropical, gaz, pétrole, huile de palme), le Sabah a longtemps accusé un retard de développement important par rapport à la péninsule malaisienne. Grâce à des investissements importants, il est en cours de rattrapage. Le Sabah est connu sous l'appellation de « Terre sous le vent ».

## Géographie
Sabah est situé au nord-est de l'île de Bornéo et sa superficie est de 77 500 km2. Cet État de Malaisie est bordé sur trois côtés par des mers : au nord par la mer de Chine méridionale, au nord-est par la mer de Sulu et au sud-est par la mer de Célèbes. La longueur de ses côtes est de 1 743 km dont 295,5 km sont soumises à une érosion côtière. Sabah a une frontière à l'ouest avec le Sarawak (autre état de Malaisie) et au sud avec le Kalimantan, territoire de l'île de Bornéo faisant partie de l'Indonésie. Le Sabah, comme l'état voisin du Sarawak, présente un relief étagé entre l'intérieur des terres et la côte. Les côtes sont bordées de mangroves et de forêts à nypas. Tout au long des côtes on trouve des plages de sable qui, dans les zones les plus abritées, sont mélangées avec la vase. La partie occidentale du Sabah est la plus accidentée avec les trois plus hauts sommets de l’État. La Banjaran Crocker dont l'altitude varie entre 1 000 et 4 000 mètres s'étire du nord au sud parallèlement et à quelques dizaines de kilomètres  de la côte donnant sur la mer de Chine méridionale. Ce massif est dominé à son extrémité nord par le mont Kinabalu qui avec ses 4 095 mètres constitue le plus haut sommet de l'Asie en dehors des massifs de l'Himalaya et de la Nouvelle-Guinée. Le réseau hydrographique de Sabah est constitué par un très grand nombre de rivières alimentées par les précipitations abondantes (de 2 à 3 mètres annuel) qui caractérisent le climat de la région. Le principal cours d'eau est le Kinabatangan long de 560 km et dont le bassin versant draine les eaux du centre de l’État avant de se jeter dans la mer de Sulu et qui s'étend sur 16 800 km2 soit 23 % de sa superficie.  A l'ouest le Padas (bassin versant de 8 774 km2) se jette dans la Mer de Chine méridionale.  Les autres fleuves importants se jettent tous  dans la mer de Sulu. Ce sont le Labuk (bassin versant de 3 240 km2) et le Sugut (2 150 km2) situés au nord-ouest  et le Segama  (2 450 km2) situé au nord-est.   

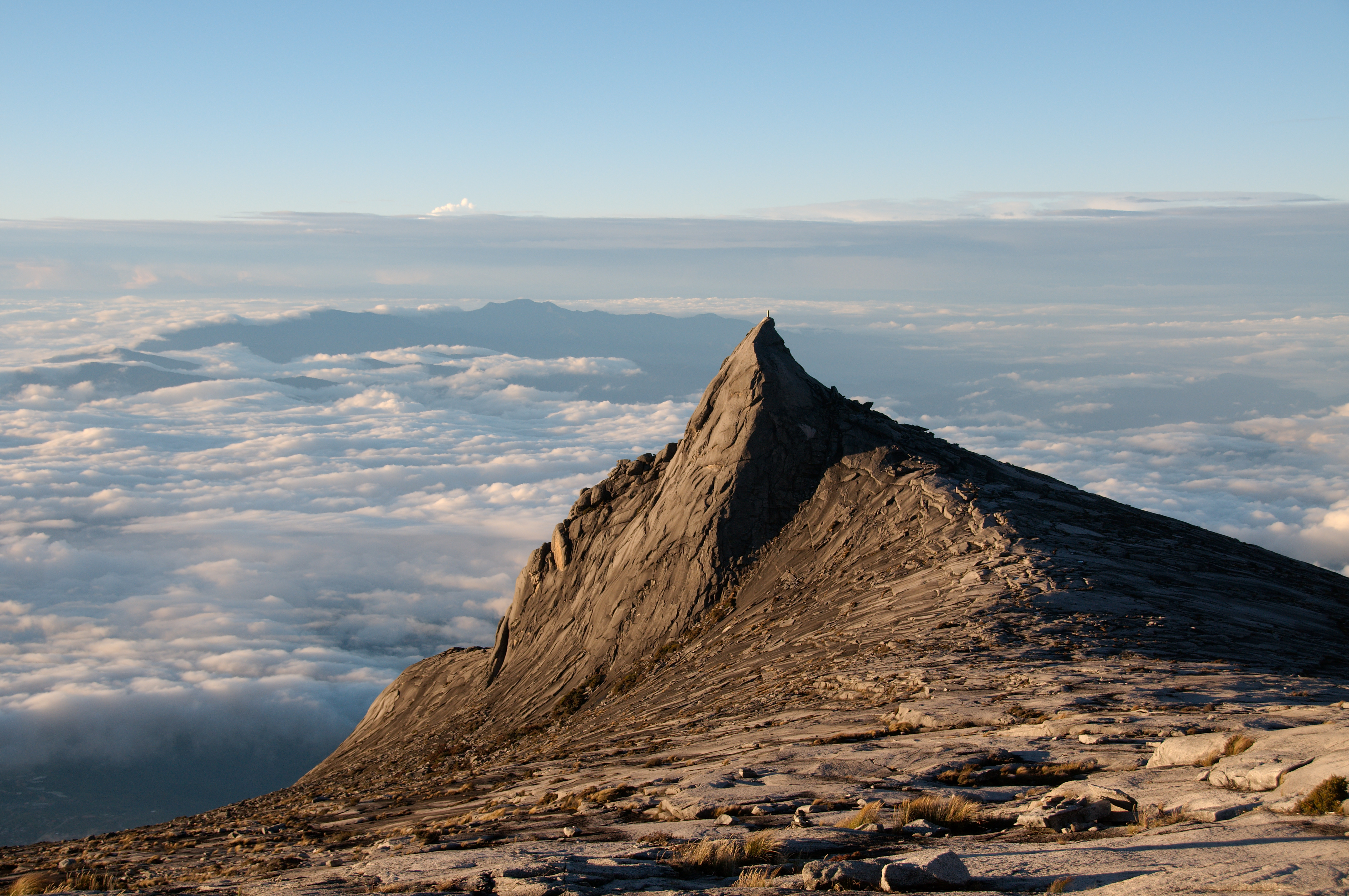
Un des sommets du Mont Kinabalu
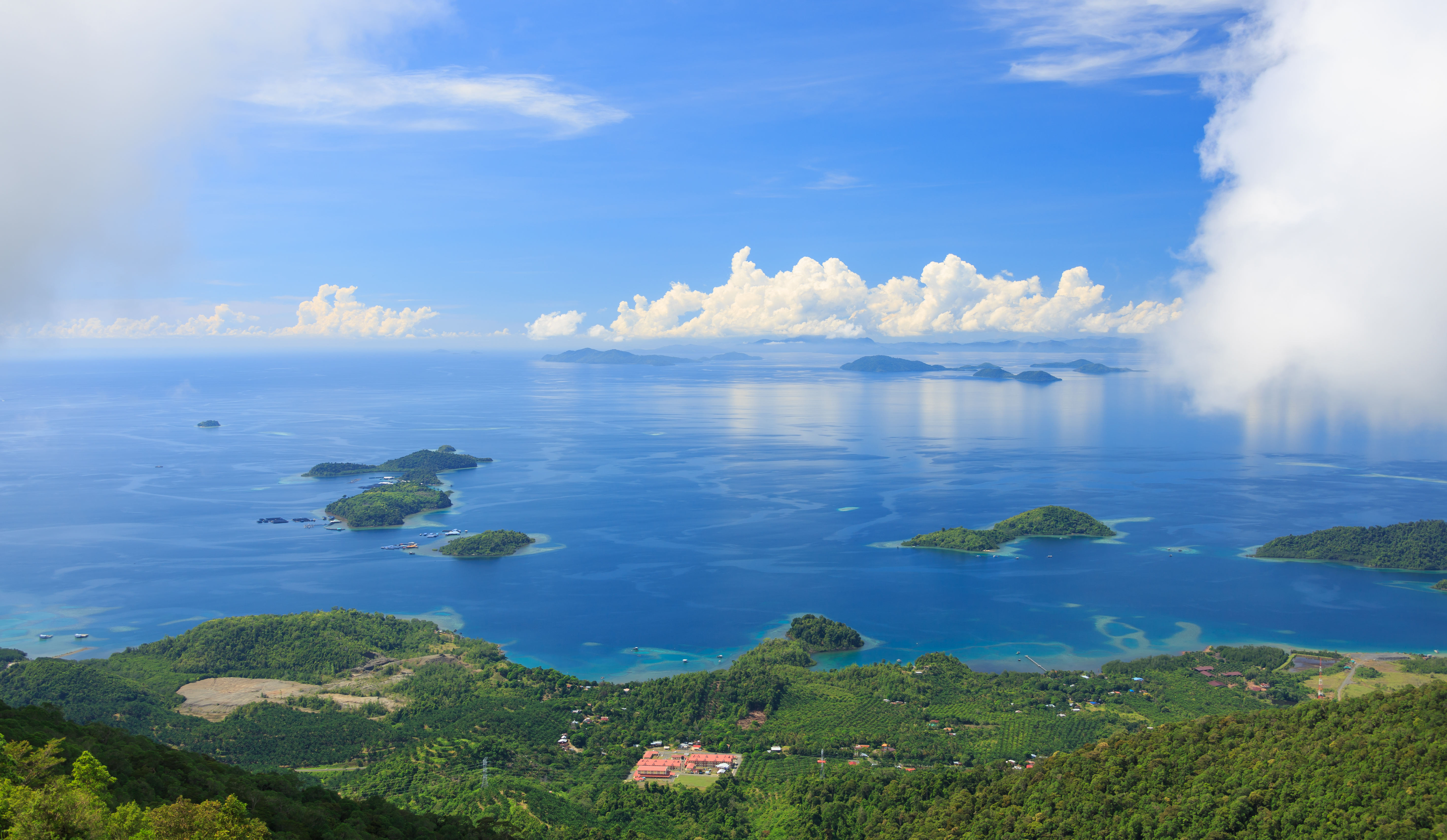
Vue panoramique  de Lahad Datu
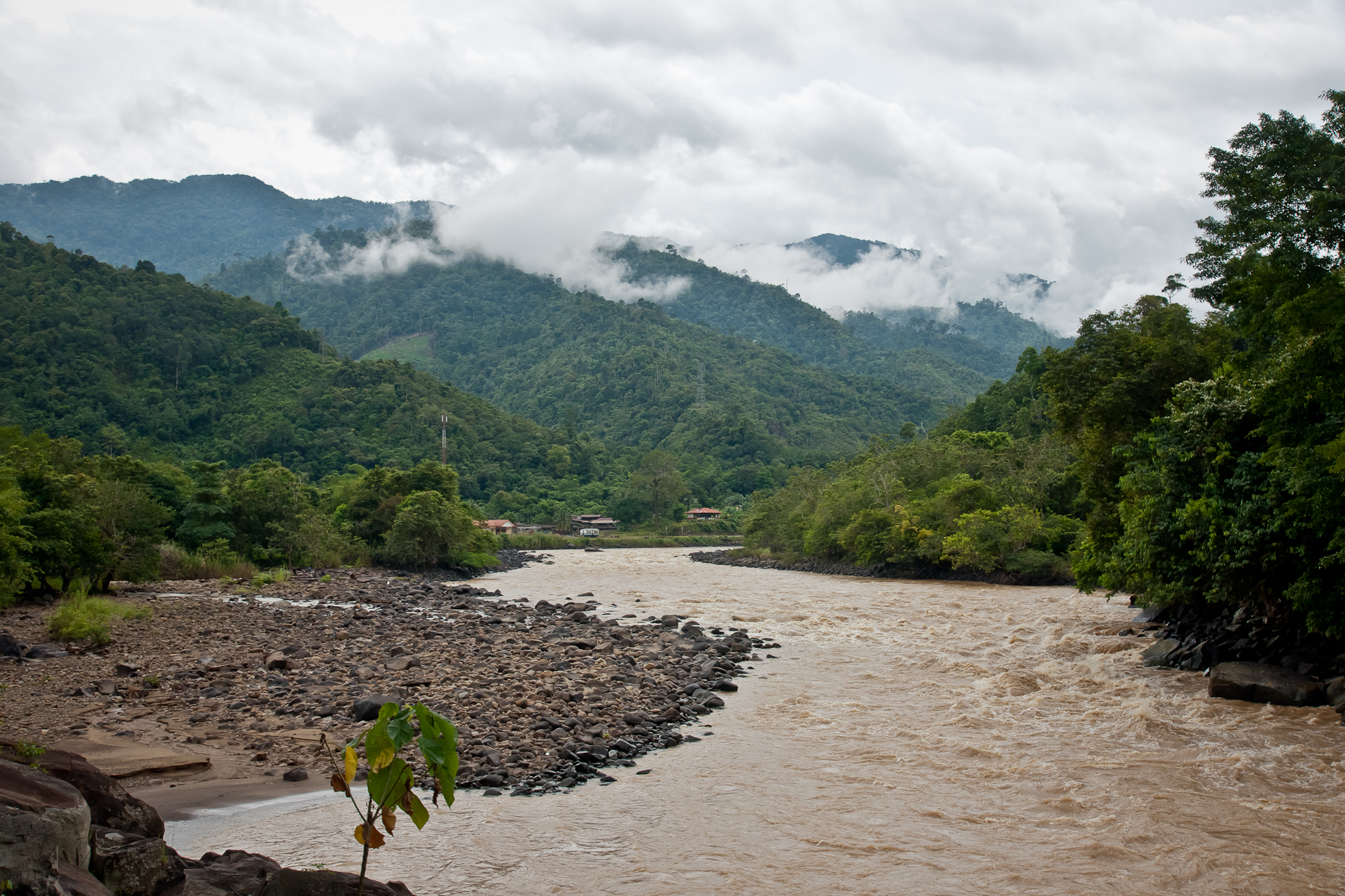
Vallée du fleuve Padas

### Climat
Le climat de Sabah est équatorial, c'est-à-dire chaud et humide. La température est relativement uniforme tout au long de l'année et est comprise entre 23 °C le matin et 32 °C dans la journée.  La saison des pluies, liée à la mousson d'hiver, va de septembre à janvier et produit des précipitations de forte intensité. Les précipitations annuelles peuvent dépasser 3 mètres par an et l'humidité particulièrement élevée atteint 80 à 90 % dans les basses terres. Durant la période des brûlis, vers septembre, une brume sèche peut recouvrir la région. On peut distinguer des variations régionales. Alors que les précipitations annuelles ne dépassent pas 2,8 mètres dans la capitale Kota Kinabalu située sur la côte nord, elles montent à plus de 3 mètres sur la côte nord-est vers Sandakan. Dans le sud-est de l’État, près de la frontière avec l'Indonésie, dans la baie de Lahad Datu et la ville de Tawau, les précipitations annuelles descendent en dessous de 2 mètres et de 150 mm par mois entre juin et septembre. Dans les régions montagneuses comme dans la Banjaran Crocker, la température est plus fraiche au fur et à mesure que l'on monte en altitude.
| Mois                     | jan. | fév. | mars | avril | mai  | juin | jui. | août | sep. | oct. | nov. | déc. | année |
| ------------------------ | ---- | ---- | ---- | ----- | ---- | ---- | ---- | ---- | ---- | ---- | ---- | ---- | ----- |
| Température moyenne (°C) | 26,2 | 26,3 | 26,8 | 27,5  | 27,7 | 27,5 | 27,2 | 27,1 | 27   | 27   | 26,7 | 26,5 | 27    |
| Précipitations (mm)      | 163  | 85   | 94   | 151   | 265  | 293  | 264  | 268  | 301  | 345  | 306  | 252  | 2 788 |

### Subdivisions administratives
Le Sabah comporte cinq divisions administratives  elles-mêmes subdivisées en 27 districts (daerah). Ces derniers portent généralement le nom de la principale agglomération ou de la capitale administrative. Les divisions sont un héritage du passé colonial. À cette époque l'administration britannique nommait un gouverneur à la tête de chaque division. À la suite de la création de la Malaisie ce poste a été aboli et remplacé par des officiers de district nommés par le pouvoir exécutif de l’État de Sabah. Comme dans le reste de la Malaisie, les dirigeants des collectivités locales ne sont pas élus par les habitants mais nommés par le responsable du district. Celui-ci désigne à la tête de chaque village (kampung) un responsable de village baptisé ketua kampung. 
|   | Division                        | Districts                                                           | Superficie (km2) | Population (2010) |
| - | ------------------------------- | ------------------------------------------------------------------- | ---------------- | ----------------- |
| 1 | Division de la côte occidentale | Kota Belud, Kota Kinabalu, Papar, Penampang, Putatan, Ranau, Tuaran | 7 588            | 1 067 589         |
| 2 | Division de l'Intérieur         | Beaufort, Nabawan, Keningau, Kuala Penyu, Sipitang, Tambunan, Tenom | 18 298           | 424 534           |
| 3 | Division de Kudat               | Kota Marudu, Kudat, Pitas                                           | 4 623            | 192 457           |
| 4 | Division de Sandakan            | Beluran, Kinabatangan, Sandakan, Tongod                             | 28 205           | 702 207           |
| 5 | Division de Tawau               | Kunak, Lahad Datu, Semporna, Tawau                                  | 14 905           | 819 955           |

| Kudat Kota Marudu Pitas Kota · Belud Kota Kinabalu Papar Penampang Putatan Ranau Tuaran Beaufort Keningau Kuala · Penyu Nabawan Sipitang Tambunan Tenom Beluran Kinabatangan Sandakan Tongod Kunak Lahad Datu Semporna Tawau North Kalimantan Labuan Sarawak Division de Kudat Division de la côte occidentale Division de l'Intérieur Division de Sandakan Division de Tawau |

## Histoire

### Premières occupations humaines
- Brunei
- Sultanat de Sulu
- Sultanat de Bulungan

Changements territoriaux dans le nord est de Bornéo entre 1500 et 1905.
----
Sultanats (thalassocraties) :
Brunei
Sultanat de Sulu
Sultanat de Bulungan
----
Présences et influences européennes
North Borneo Chartered Company / Bornéo du Nord
American Trading Company of Borneo
Société allemande de Bornéo
Compagnie néerlandaise des Indes orientales / Indes orientales néerlandaises
Royaume de Sarawak

Les traces d'occupation humaines les plus anciennes remontent à 235 000 ans. Plusieurs centaines d'outils en pierre taillée remontant à cette époque ont été découverts en 2007 dans un site reculé de la vallée Mansuli situé dans le district Lahad Datu sur la côte est de Sabah. Ces vestiges démontrent que des hommes en provenance du sud-est de l'Asie ont colonisé l'île de Bornéo à cette époque en profitant de l'existence de passages reliant les îles au continent.

### Dans la zone d'influence de Brunei
D'après des informations fragmentaires disponibles, un petit royaume est fondé au IXe siècle au nord-ouest de Bornéo par un roi païen ou hindouiste connu par les Chinois sous le nom de Po-Li. Son territoire est situé à l'embouchure du fleuve Brunei, implantation actuelle de Brunei. Selon le Nagarakertagama, rédigé  en 1365 par le javanais Mpu Prapanca, ce royaume baptisé Barune est un État vassal du Majapahit. En 1292 la flotte de l'empereur de Chine Kublai Khan envoie une expédition explorer l'île de Bornéo et on pense qu'un comptoir chinois est créé à cette occasion à l'embouchure du fleuve Kinabatangan.  En 1369, le Sultanat de Sulu déclare la guerre à Po-ni et pille le royaume. Majapahit envoie une flotte pour défendre son vassal mais Po-ni est affaibli par l'attaque. Un rapport chinois de 1371 décrit Po-ni comme une région pauvre et totalement sous contrôle de Majapahit. 
Après la mort de l'empereur javanais Hayam Wuruk, Majapahit décline et perd le contrôle de ses possessions outre-mer. Brunei devient un vassal de la dynastie des Ming et paie un tribut tous les trois ans. Des relations commerciales régulières sont mises en place entre la Chine continentale et Brunei. L'extension de l'influence de Brunei débute à cette époque. Les rois de Brunei se convertissent à l'Islam au XVe siècle, et leur territoire s'étend de manière importante à la suite de la prise de Malacca par les Portugais qui  reprend en partie le rôle commercial joué par comptoir, sur les côtes de Bornéo et des Philippines. Le royaume de Brunei décline à partir du XVIIe siècle à la suite de querelles de successions et victime à la fois d'une recrudescence de la piraterie et de l'influence croissante des puissances coloniales européennes.
Les navigateurs portugais sont les premiers européens à visiter Brunei. Ils décrivent une ville entourée par une muraille de pierre. L'expédition de Magellan y fait également escale en 1521 peu après la perte de son capitaine. En 1703, en signe de reconnaissance pour l'aide que lui avait apportée le sultan de Sulu (l'archipel de Sulu se trouve dans le sud des Philippines actuelles) pour combattre une rébellion, le sultan de Brunei lui donne un territoire dans le Nord-Est de Bornéo.

### North Borneo Chartered Company
Dans les années 1840, l'intérêt des puissances coloniales pour Sulu s'accroît. En 1865, le consul américain à Brunei, Claude Lee Moses, obtient du sultan un bail de dix ans pour le territoire de Bornéo du Nord. Mais après la Guerre de Sécession, les États-Unis n'ont plus envie de s'occuper de colonies asiatiques. Moses vend ses droits à l'American Trading Company basée à Hong Kong. Celle-ci y établit un poste. Des difficultés financières et des fuites de travailleurs immigrés amènent à l'abandon du poste en 1866. Le bail expirant en 1875, l'American Trading Company vend ses droits au consul d'Autriche-Hongrie à Hong Kong, le baron von Overbeck. Overbeck obtient de Brunei un renouvellement de dix ans du bail. Il signe un accord similaire avec le sultan de Sulu en 1878. Mais son gouvernement n'est pas intéressé par le territoire. En 1881, les ex-associés d'Overbeck, les frères Dent, créent la British North Borneo Provisional Association Ltd et obtiennent une charte officielle pour créer la North Borneo Chartered Company qui remplace l'Association. Kudat devient la capitale de la région mais celle-ci, à la suite de fréquentes attaques de pirates  est transférée en 1884 à Sandankan. le Protocole de Madrid de 1885  signé par le Royaume-Uni, l'Allemagne et l'Espagne reconnait la possession de l'archipel des Sulus par ce dernier pays tout formalisant le renoncement des Espagnols aux revendications sur le nord de Bornéo. La North Borneo Chartered Company apporte une certaine prospérité dans le territoire de Sabah tout en tentant de mettre fin aux pratiques des chasseurs de tête, au commerce des esclaves, aux guerres entre tribus et à la piraterie. Le Bornéo du Nord devient protectorat britannique en 1888.

### Occupation japonaise
La Seconde Guerre mondiale déclenche l'invasion par l'Armée japonaise du territoire de l'Asie du Sud-est. Le 3 janvier 1942 ces troupes débarquent dans l'île de Labuan et peu après envahissent le nord de Bornéo dont Sabah. les occupants se comportent de manière brutale ce qui pousse de nombreux habitants à se réfugier à l'intérieur des terres. Ils tentent de se concilier les Malais tandis qu'ils pourchassent en particulier les Chinois. Albert Kwok, un jeune médecin chinois, organise un mouvement de résistance composé principalement de Chinois et les populations indigènes (dusuns, muruts, suluks et Illanums). Celui-ci déclenche en octobre 1943 une révolte qui dans un premier temps remporte des succès et parvient à chasser les Japonais de la capitale Jesselton et de plusieurs agglomérations des districts de Tuaran et Kota Belud. Mais les résistants manquent d'armement et les Japonais reprennent rapidement le dessus. À la recherche des responsables de la résistance ils lancent une offensive contre les communautés indigènes occupant le littoral occidental de Sabah en massacrant de manière systématique les civils. Kwok décide de se rendre avec les principaux responsables du mouvement pour mettre fin aux exactions japonaises qui ont fait plusieurs milliers de victimes. Il est décapité avec ses lieutenants en janvier 1944 par l'occupant tandis que 175 autres détenus, souvent innocents, sont tués à la baïonnette et à la mitrailleuse. Les Alliés entament une campagne de reconquête de l'île en bombardant les principales localités dont Sandakan qui est rasée. Les Japonais ont établi à cette époque le camp de Sandankan rassemblant plus de 2 700 prisonniers de guerre australiens et britanniques capturés principalement à Singapour dans le but de construire un terrain d'aviation. Les mauvais traitements, les exécutions sommaires, la faim et enfin des évacuations à marche forcée lorsque la défaite des Japonais se profile, entrainent la mort de la totalité des prisonniers à l'exception de 6 hommes ayant réussi à s'échapper. On estime que par ailleurs que près de 16 % de la population de Sabah est tuée par les Japonais durant les trois années d'occupation japonaise. De leur côté de nombreux  soldats japonais sont décédés du fait de l'insuffisance de nourriture (entrainant des cas de cannibalisme), de la brutalité de leur encadrement et d'une nature particulièrement hostile. Après la capitulation du Japon, les autochtones se sont parfois vengés sur les envahisseurs. Sur les 25 000 Japonais ayant occupé Sabah seuls quelques centaines regagnent leur patrie.

### Colonie britannique
Sabah devient une colonie de la Couronne le 1er juillet 1946, au lendemain de la Seconde Guerre mondiale. La capitale Sandakan a été pratiquement détruite à la fois par les bombardements alliés et par les troupes japonaises, aussi les autorités coloniales décident de faire de Jesselton (aujourd'hui Kota Kinabalu) la nouvelle capitale. De nombreux services sont créés par les autorités anglaises pour restaurer l'économie de cette partie de Bornéo et améliorer le sort des habitants.

### Création de la Malaisie
La colonie obtient l'indépendance en 1963 et rejoint la fédération de Malaisie sous le nom de Sabah. C'est l'époque où le président indonésien Soekarno se lance dans une confrontation Indonésie-Malaisie. S'appuyant sur l'historique du don de la zone de l'est de Sabah par le sultan de Brunei à celui de Sulu, les Philippines revendiquent également le territoire,,,.

### Histoire contemporaine
Le 11 février 2013, 235 Philippins, la plupart armés accostent par bateau à Lahad Datu dans l'État de Sabah, déclenchant une réponse de la part des forces armées malaisiennes.

## Population
Sabah compte en 2015 3 543 000 habitants soit une densité modeste selon les standards asiatiques de 47 habitants/km2. Cette population a sextuplé en quatre décennies du fait d'une croissance naturelle vigoureuse mais surtout à la suite de l'afflux de réfugiés chassés par l'insurrection moro aux Philippines au début des années 1980 et d'une immigration importante venue essentiellement des Philippines et d'Indonésie attirée par la prospérité relative croissante de Sabah. Les malais comme dans le Sarawak voisin sont minoritaires avec une population estimée à 268 500 habitants en 2015 (7 %). Les populations originaires de Bornéo représentent 1 968 000 habitants (49 %). Ils sont, à l'image des malais catégorisés bumiputera (« fils du sol », c'est-à-dire « indigènes »), par opposition aux Chinois et aux Indiens et bénéficient à ce titre d'importants avantages. Ces populations indigènes sont par ordre décroissant d'effectif des Kadazans-Dusun (16 %), des Bajaus (12 %), des Muruts (3 %) ainsi que des habitants faisant partie des 42 ethnies présentes dans l'État (18 %). Les Chinois sont 311 500 (9 %) tandis que les Indiens sont peu présents (12 200 habitants). Enfin les immigrés sont 870 400 (24 %),.  
Les Kadazans-Dusun sont deux ethnies aux caractéristiques très proches vivant en général à l'intérieur des terres des produits de l'agriculture, de la pêche et de la chasse. Ils sont majoritairement chrétiens. La langue kadazan appartient à la famille malayo-polynésienne mais est distincte du malais. Elle est apparentée aux langues de Bornéo groupées sous le nom de dayak. Les Bajaus, qualifiés parfois de nomade de la mer, vivent en bord de mer des produits de leur pêche. Ils sont en partie animistes en partie musulmans. 
En 2016 la croissance naturelle de la population est de 1,5 %. L'espérance de vie est de 72,6 ans pour les hommes et de 76,3 ans pour les femmes. Le PIB est de 21081 ringgits (4 388 €) par habitant. Le taux d'activité est de 70,8 % pour les hommes et de 54,7 % pour les femmes. Le taux de chômage est de 5,4 %. 

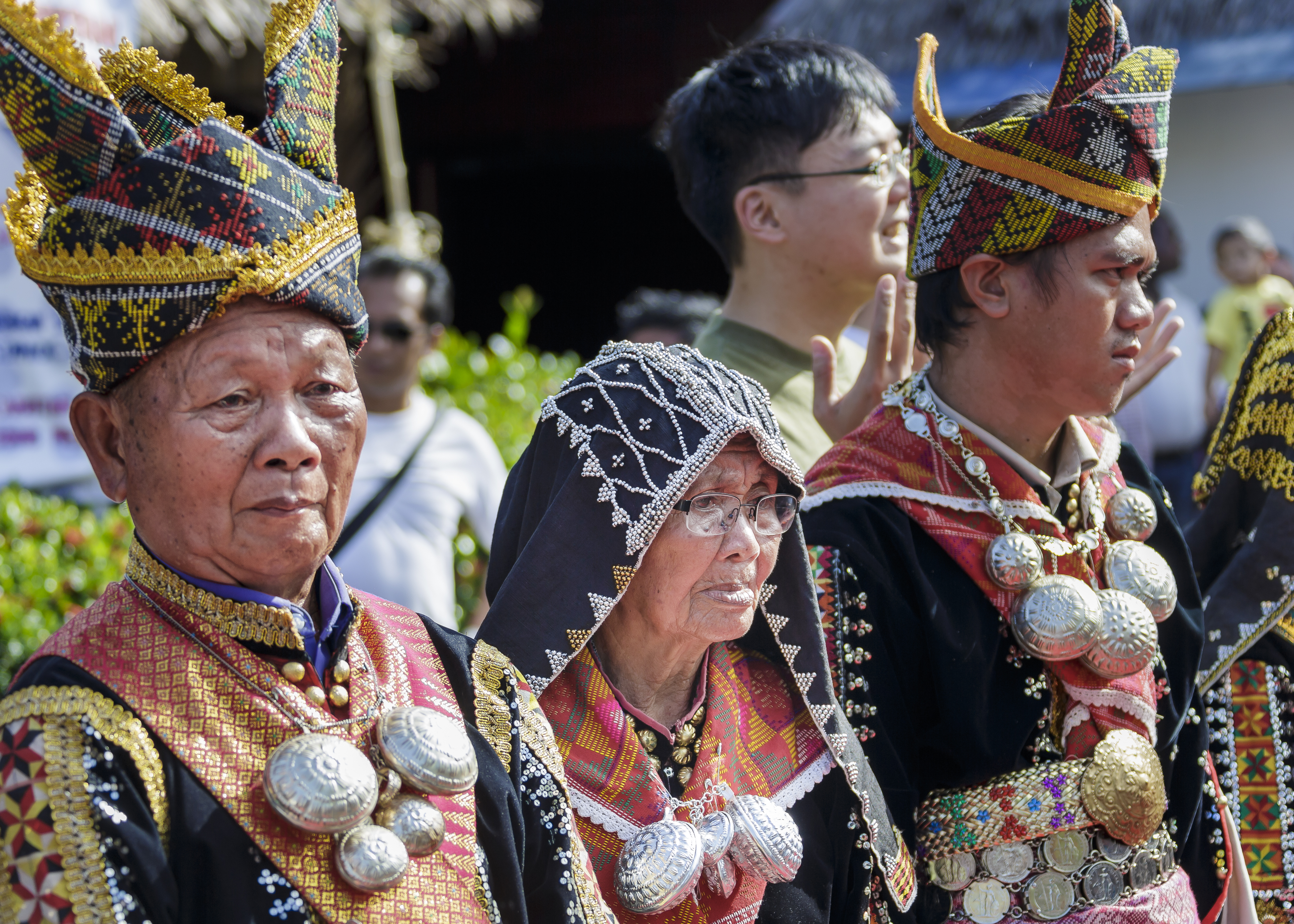
Dusuns en costume traditionnel
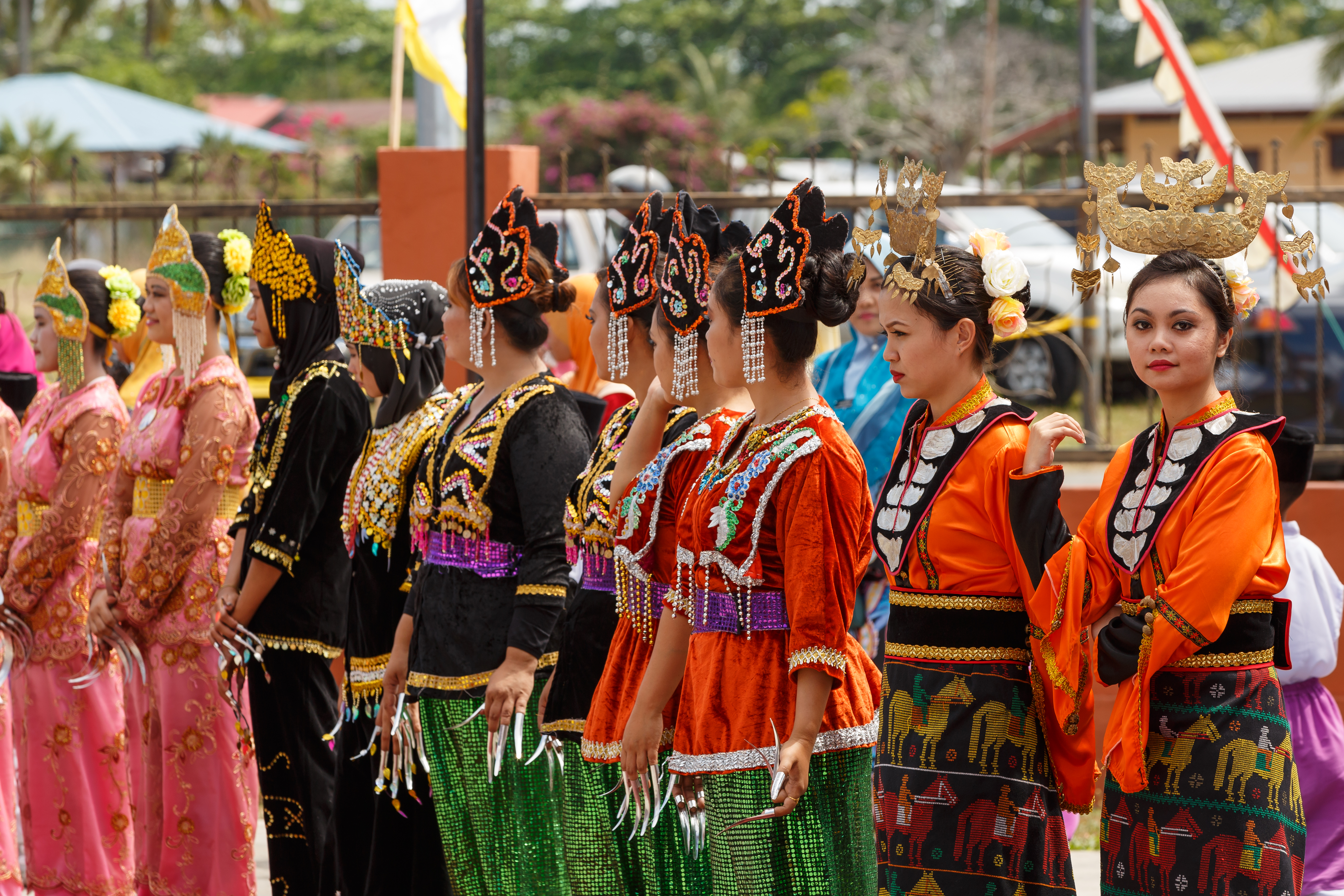
Bajaus en costume traditionnel
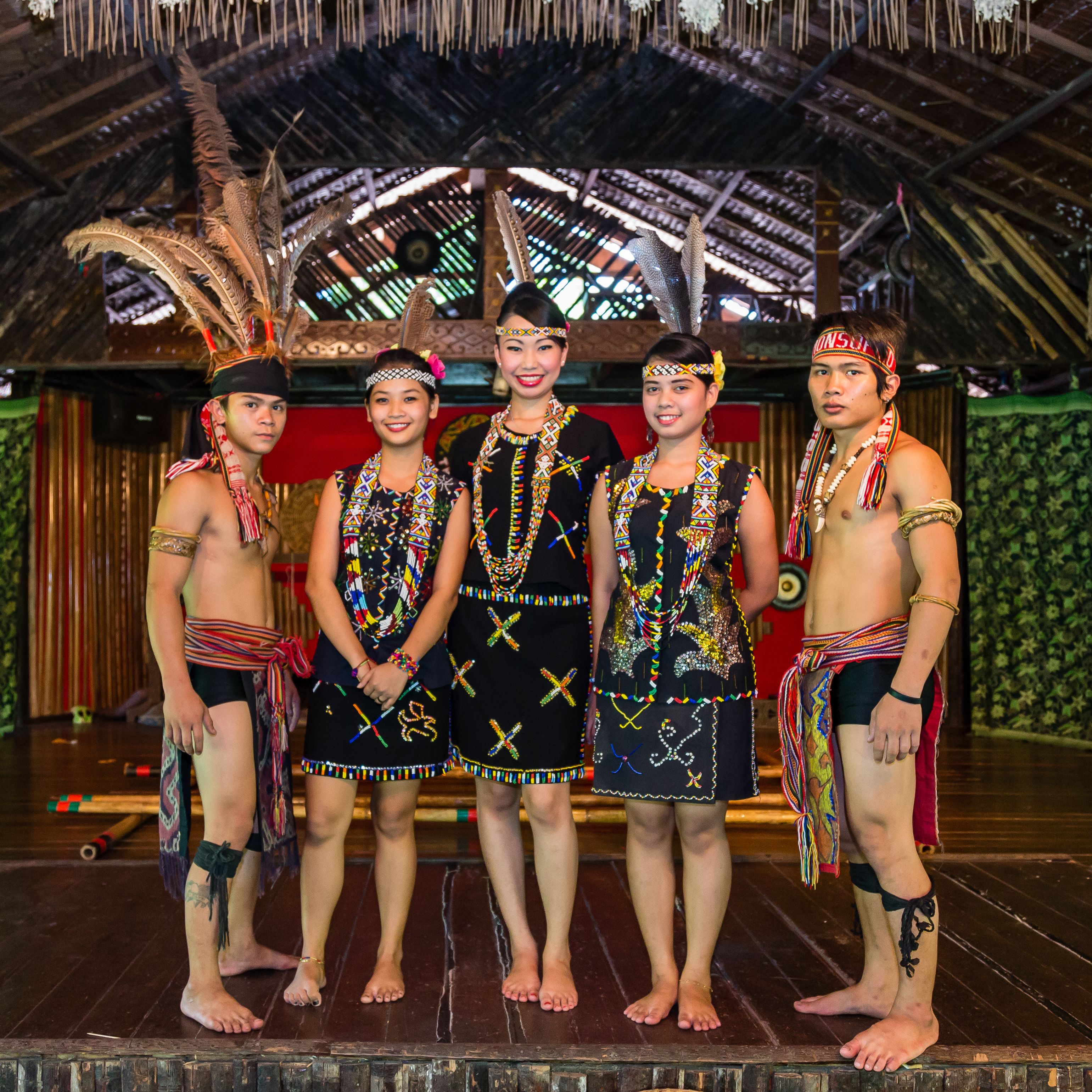
Muruts en costume traditionnel

## Gouvernement local
Le Sabah est gouverné selon les règles définies par la Constitution de la Malaisie entrée en vigueur en 1957. Selon celle-ci la Malaisie est une monarchie parlementaire fédérale.
L’État de Sabah, comme les autres États de Malaisie, dispose d'une chambre législative, l'Assemblée législative d'État de Sabah (en). Celle-ci est composée de 60 membres élus au suffrage universel pour une période de 5 ans.
| Parti                    | Parti                     | Chef                     | Statut                   | Sièges |
| ------------------------ | ------------------------- | ------------------------ | ------------------------ | ------ |
|                          | Sabah Heritage Party (en) | Shafie Apdal             | Gouvernement             | 21     |
|                          | Pakatan Harapan           | Christina Liew (en)      | Gouvernement             | 8      |
|                          | Perikatan Nasional        | Musa Aman (en)           | Opposition               | 31     |
| Total                    | Total                     | Total                    | Total                    | 60     |
| Majorité gouvernementale | Majorité gouvernementale  | Majorité gouvernementale | Majorité gouvernementale | 47     |

Un gouverneur d'État (Yang di-Pertua Negeri (en)), nommé par le roi de Malaisie, joue un rôle essentiellement symbolique mais est chargé de désigner le ministre en chef du Sabah (en). Celui-ci constitue un gouvernement exécutif. En Malaisie les pouvoirs législatif, exécutif et judiciaire sont divisés entre les instances fédérales et régionales. Les prérogatives des instances de l'État de Sabah portent notamment sur la gestion du foncier, l'administration locale, les travaux publics tandis que la gestion de l'eau et des logements relèvent, selon le cas, des instances fédérale ou régionale. Le Sabah avec le Sarawak  sont les seuls États à disposer d'une Haute cour de justice (sans toutefois de pouvoir sur les décisions appliquées dans le cadre de la charia).
| Identité                                                       | Période           | Période           | Durée                      | Étiquette |
| Identité                                                       | Début             | Fin               | Durée                      | Étiquette |
| -------------------------------------------------------------- | ----------------- | ----------------- | -------------------------- | --------- |
| Mustapha bin Harun (31 juillet 1918 - 2 janvier 1995)          | 16 septembre 1963 | 16 septembre 1965 | 2 ans                      |           |
| Ahmad Raffae (en) (4 novembre 1907 - 18 mars 1995)             | 16 septembre 1965 | 16 septembre 1973 | 8 ans                      |           |
| Tun Fuad Stephens (14 septembre 1920 - 6 juin 1976)            | 16 septembre 1973 | 28 juillet 1975   | 1 an, 10 mois et 12 jours  |           |
| Mohd Hamdan (en) (22 février 1922 - 10 octobre 1977)           | 28 juillet 1975   | 10 octobre 1977   | 2 ans, 2 mois et 12 jours  |           |
| Ahmad Koroh (en) (1er janvier 1925 - 25 juin 1978)             | 12 octobre 1977   | 25 juin 1978      | 8 mois et 13 jours         |           |
| Mohamad Adnan Robert (en) (10 septembre 1917 - 2 août 2003)    | 25 juin 1978      | 31 décembre 1986  | 8 ans, 6 mois et 6 jours   |           |
| Mohamad Said Keruak (en) (15 novembre 1926 - 17 novembre 1995) | 1er janvier 1987  | 31 décembre 1994  | 7 ans, 11 mois et 30 jours |           |
| Sakaran Dandai (en) (15 avril 1930 - 30 août 2021)             | 1er janvier 1995  | 31 décembre 2002  | 7 ans, 11 mois et 30 jours |           |
| Ahmadshah Abdullah (en) (né le 9 décembre 1946)                | 1er janvier 2003  | 31 décembre 2010  | 7 ans, 11 mois et 30 jours |           |
| Juhar Mahiruddin (en) (né le 5 novembre 1953)                  | 1er janvier 2011  | En cours          | 14 ans, 2 mois et 30 jours |           |

| Identité                                                       | Période           | Période           | Durée                      | Étiquette                                               |
| Identité                                                       | Début             | Fin               | Durée                      | Étiquette                                               |
| -------------------------------------------------------------- | ----------------- | ----------------- | -------------------------- | ------------------------------------------------------- |
| Tun Fuad Stephens (14 septembre 1920 - 6 juin 1976)            | 16 septembre 1963 | 31 décembre 1964  | 1 an, 3 mois et 15 jours   | United Pasokmomogun Kadazan Organisation (en)           |

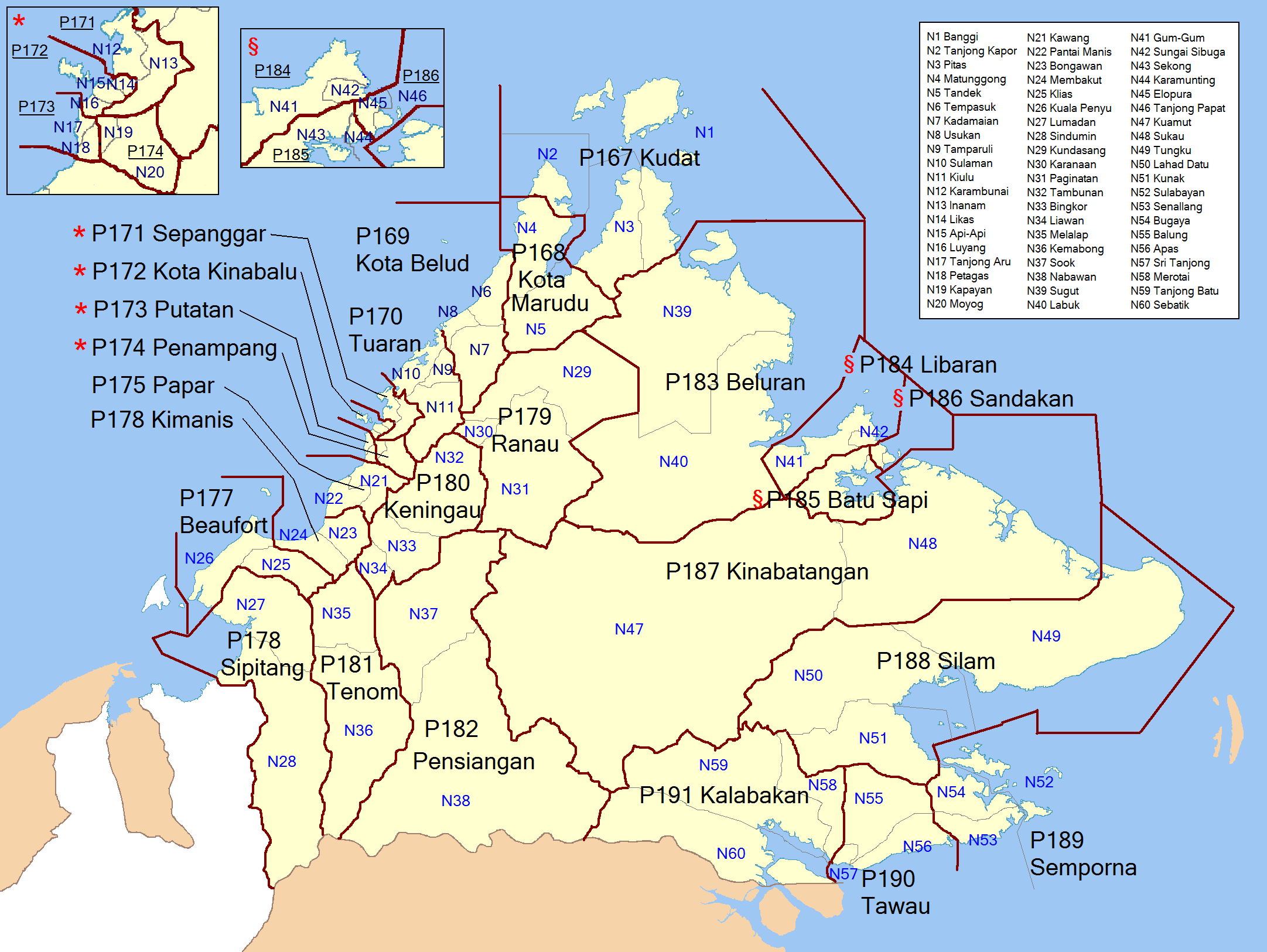
Découpage en 2008 des circonscriptions électorales pour les élections nationales (25 circonscriptions notées p. 167 à 191) pour la chambre législative de l'état (60 circonscriptions notées N1 à N60).

| Peter Lo Sui Yin (en) (19 mai 1923 - 1er janvier 2020)         | 1er janvier 1965  | 12 mai 1967       | 2 ans, 4 mois et 11 jours  | Sabah Chinese Association (en)                          |
| Mustapha bin Harun (31 juillet 1918 - 2 janvier 1995)          | 12 mai 1967       | 1er novembre 1975 | 8 ans, 5 mois et 20 jours  | United Sabah National Organisation (en)                 |
| Mohamad Said Keruak (en) (15 novembre 1926 - 17 novembre 1995) | 1er novembre 1975 | 18 avril 1976     | 5 mois et 17 jours         | United Sabah National Organisation (en)                 |
| Tun Fuad Stephens (14 septembre 1920 - 6 juin 1976)            | 18 avril 1976     | 6 juin 1976       | 1 mois et 19 jours         | Sabah People's United Front (en)                        |
| Harris Salleh (en) (né le 4 novembre 1930)                     | 6 juin 1976       | 22 avril 1985     | 8 ans, 10 mois et 16 jours | Sabah People's United Front (en)                        |
| Mustapha bin Harun (31 juillet 1918 - 2 janvier 1995)          | 22 avril 1985     | 22 avril 1985     | moins d’un jour            | United Sabah National Organisation (en)                 |
| Joseph Pairin Kitingan (en) (né le 17 août 1940)               | 22 avril 1985     | 17 mars 1994      | 8 ans, 10 mois et 23 jours | Parti Bersatu Sabah (en)                                |
| Sakaran Dandai (en) (15 avril 1930 - 30 août 2021)             | 17 mars 1994      | 27 décembre 1994  | 9 mois et 10 jours         | Parti Bersatu Sabah (en)                                |
| Salleh Said Keruak (en) (né le 9 juillet 1957)                 | 27 décembre 1994  | 28 mai 1996       | 1 an, 5 mois et 1 jour     | Parti Bersatu Sabah (en)                                |
| Yong Teck Lee (en) (né le 3 octobre 1958)                      | 28 mai 1996       | 28 mai 1998       | 2 ans                      | Sabah Progressive Party (en)                            |
| Bernard Giluk Dompok (en) (né le 7 octobre 1949)               | 28 mai 1998       | 14 mars 1999      | 9 mois et 14 jours         | United Progressive People of Kinabalu Organisation (en) |
| Osu Sukam (en) (né le 19 février 1949)                         | 14 mars 1999      | 27 mars 2001      | 2 ans et 13 jours          | UMNO                                                    |
| Chong Kah Kiat (en) (né le 2 juin 1948)                        | 27 mars 2001      | 27 mars 2003      | 2 ans                      | Liberal Democratic Party (en)                           |
| Musa Aman (en) (né le 30 mars 1951)                            | 27 mars 2003      | 12 mai 2018       | 15 ans, 1 mois et 15 jours | UMNO                                                    |
| Shafie Apdal (né le 20 octobre 1957)                           | 12 mai 2018       | 30 juillet 2020   | 2 ans, 2 mois et 18 jours  | Parti l'héritage                                        |

À la suite des élections législatives malaisiennes de 2013, le Sabah est représenté au Dewan Rakyat :
- 22 députés du Barisan Nasional
  - 14 députés de l'Organisation nationale des Malais unis
  - quatre députés du United Sabah Party (en)
  - trois députés du United Pasokmomogun Kadazandusun Murut Organisation (en)
  - un député du United Sabah People's Party (en)
- un député du Keadilan
- deux députés du Parti d'action démocratique

## Économie

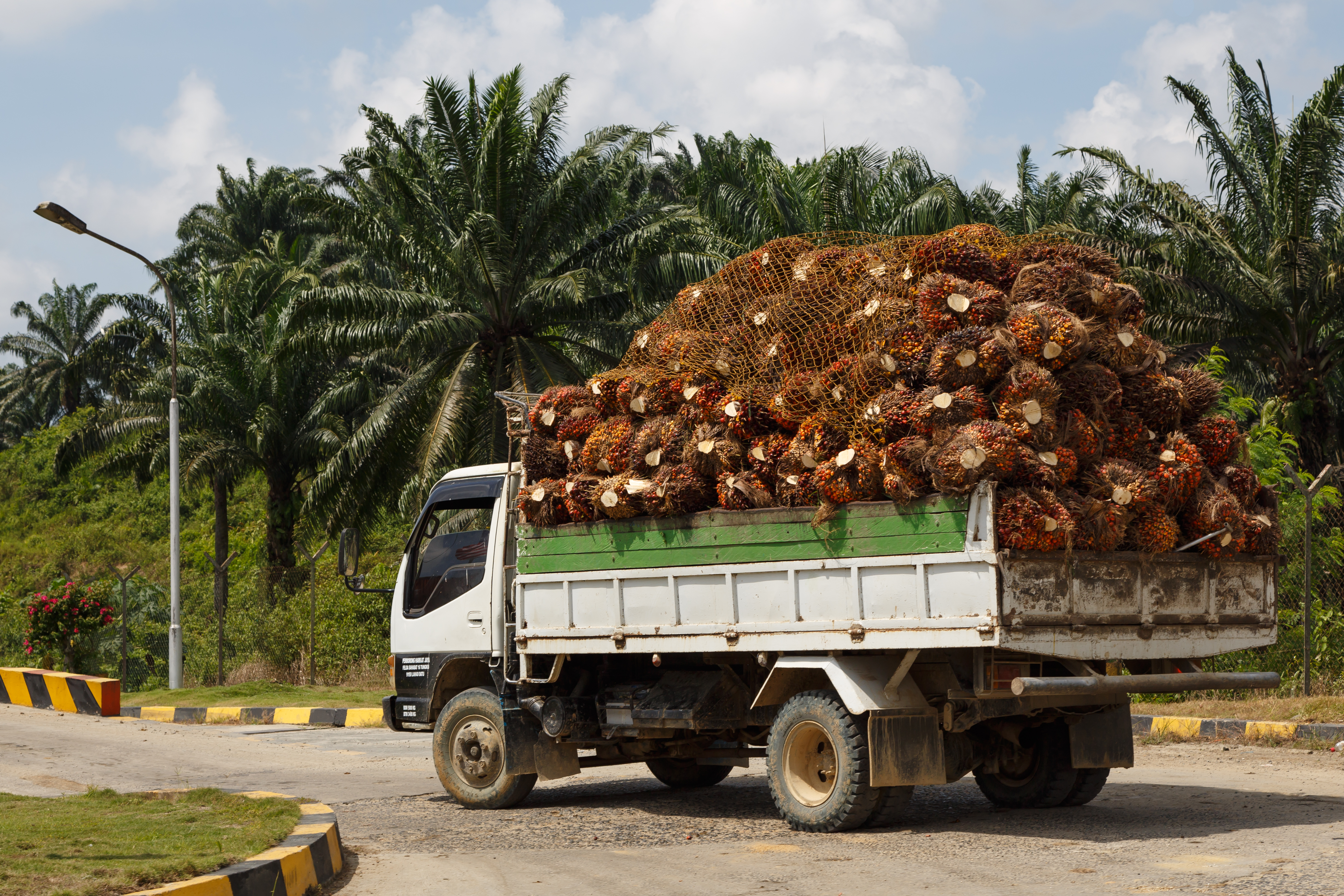
Camion chargé de fruits du palmier à huile.

L'économie de Sabah repose principalement sur le secteur primaire : l'industrie extractive représente 21,8 % du PIB et l'agriculture 25,3 %. Les  productions principales sont le pétrole, le gaz, le bois tropical et l'huile de palme. Le secteur secondaire représente 8,6 % du PIB, la construction 3,1 % et les services 40,9 %. Le tourisme joue un rôle important avec une part dans le PIB de 10 % en croissance malgré l'enlèvement récent de touristes par des groupes de militants sévissant dans l'est de l'État et en mer de Sulu. Les touristes sont principalement originaires de Chine (60,3 %), de Corée du Sud (33,9 %), d'Australie (16,3 %) et de Taïwan (8,3 %). 

## Transports
Le réseau routier de Sabah comporte 21 934 kilomètres de route dont 11 355 sont asphaltées. Au moment de la formation de la Malaisie, ce réseau était rudimentaire et les routes principales ont été construites dans les années 1970 et 1980 grâce à des prêts de la Banque mondiale. L'axe principal est constitué par la voie express Trans-Bornéo qui relie les principales villes de Sabah et de l'état voisin de Sarawak. Construite à partir du début des années 1960 il s'agit en 2015 d'une route à deux voies sauf une courte portion de 144 km entre  Sematan et Lawas dans l'état de Sarawak. Le gouvernement fédéral a décidé en 2015 de moderniser cette infrastructure en la remplaçant par une autoroute à 4 voies, baptisée autoroute pan-Bornéo, au standard international R5 : gradient de pente peu élevé, aires de repos, longue respectivement de 1 089 km dans l'état de Sarawak et de 1 236 km dans le Sabah. Dans ce dernier état la réalisation doit se faire en trois phases dont l'achèvement est programmé en 2023 :  Sindumin-Tawau (701 km), Tamparuli-Ranau, Kimanis-Keningau-Tawau.  
Sabah dispose de 8 ports situés à Sepanggar, Kota Kinabalu, Sandakan, Tawau, Kudat, Kunak et Lahad Datu. En 201 527,8 millions de tonnes ont transité par ces ports tous gérés par la même société. Le port de Sapangar est le port principal pour les conteneurs (251 704 EVP en 2015)  et les produits pétroliers raffinés tandis que le port de Sandakan est le premier port par le volume du fret (7,5 millions de tonnes) constitué principalement par les produits pétroliers et l'huile de palme. Il existe plusieurs liaisons assurées par des ferrys : entre Kuala Penyu et l'île de Labuan ainsi qu'entre Tawau et les villes de Nunukan et Tarakan dans le Kalimantan (Indonésie). Les liaisons qui existaient entre Sabah et les Philippines ont été interrompues à cause d'actes de piraterie. Le principal aéroport de l'île est celui de Kota Kinabalu. C'est le deuxième aéroport de la Malaisie derrière celui de Kuala Lumpur et son trafic représentait 7,2 millions de passagers en 2016. Il a été modernisé pour pouvoir accueillir l'Airbus A380. Sabah dispose par ailleurs de plusieurs petits aéroports régionaux à Kudat, Lahad Datu, Sandakan et Tawau. L'aéroport de Layang-Layang a un usage mixte à la fois civil et militaire. Le réseau de ferroviaire de Sabah se limite à une ligne unique longue de 134 kilomètres, le Chemin de fer d’État de Sabah, qui relie Tanjung Aru, située pas très loin de l'aéroport de la capitale, à Tenom en passant par Beaufort. Elle assure à la fois un service fret et voyageurs quotidien. Le gouvernement de Sabah réalise des travaux pour améliorer son infrastructure et a renouvelé le matériel roulant.